# André Kouprianoff
André Kouprianoff (19 oktober 1938) is een Frans oud-langebaanschaatser.
André Kouprianoff nam zes keer deel aan de Europese-, vier keer aan de Wereldkampioenschappen en tweemaal aan de Olympische Winterspelen (in 1960 en 1964).
Hij debuteerde op 21-jarige leeftijd bij het EK Allround van 1960 in Oslo met een 23e plaats. Twee weken later was het WK Allround in Davos, waar de Fransman de sterren van de hemel reed en achter Boris Stenin uit de Sovjet-Unie als tweede eindigde. Dat Kouprianoff geen eendagsvlieg was liet hij de jaren erna zien door nog tweemaal op het eindpodium bij het EK Allround te eindigen. In 1961 schaatste de Fransman in Helsinki naar het brons en in 1962 reed hij in Oslo naar het zilver.
De drie podiumplaatsen die Kouprianoff behaalde zijn de enige Franse ereplaatsen in het internationale schaatsen.

## Resultaten
| Jaar | EK Allround | WK Allround | Olympische Spelen                      |
| ---- | ----------- | ----------- | -------------------------------------- |
| 1960 | NC23        | Zilver      | 15e 500m 8e 1500m 9e 5000m 11e 10.000m |
| 1961 | Brons       | 4e          |                                        |
| 1962 | Zilver      | 8e          |                                        |
| 1963 | NC25        |             |                                        |
| 1964 | NC21        | NC22        | 26e 500m 22e 1500m 27e 10.000m         |
|      |             |             |                                        |
| 1973 | NC25        |             |                                        |

### Medaillespiegel
| Kampioenschap | Goud · | Zilver · | Brons · |
| ------------- | ------ | -------- | ------- |
| EK Allround   | 0      | 1        | 1       |
| WK Allround   | 0      | 1        | 0       |

## Persoonlijk records
| Afstand      | Tijd     | Datum            | Baan                 |
| ------------ | -------- | ---------------- | -------------------- |
| 500 meter    | 41,50    | 24 februari 1960 | Squaw Valley         |
| 1000 meter   | 1.27,00  | 28 december 1973 | Grenoble             |
| 1500 meter   | 2.11,40  | 28 januari 1964  | Innsbruck            |
| 3000 meter   | 4.45,90  | 11 februari 1961 | Hamar                |
| 5000 meter   | 8.03,90  | 14 januari 1960  | Madonna di Campiglio |
| 10.000 meter | 16.39,10 | 27 februari 1960 | Squaw Valley         |